# Czas (teoria literatury)
Czas w literaturze – Kazimierz Bartoszyński wiąże pojęcie czasu epickiego z figurami typu: postacie, fabuła, sytuacja narracyjna i interpretuje je jako zespół pewnych relacji, zachodzących w ramach tych figur (układów znaczeniowych) oraz między figurami. 
Badania nad znaczeniem czasu w literaturze obejmują po pierwsze kwestie filozofii czasu ukazywane w dziełach literackich (np. ciągłość i trwałość ludzkiej jaźni i tożsamości, subiektywne poczucie czasu społeczeństwa i jednostki), po drugie - problematykę czasowej struktury utworów literackich, co jest przedmiotem teorii literatury.
W strukturze utworu literackiego wyróżnić można czas zdarzeń i przedmiotów przedstawionych oraz czas wypowiedzi; powstający między nimi dystans jest różny dla różnych rodzajów literackich, ale także w ich obrębie, np. w epice, podlega modyfikacjom. Bartoszyński zwraca też uwagę na aspekt czasowy samej wypowiedzi (czas wykonania komunikatu językowego), tj. na czas językowej konkretyzacji utworu.
Leonard Orr wyodrębnił cztery typy czasu w powieści:
- retencyjny – przeszłość podporządkowuje sobie teraźniejszość i przyszłość
- protencyjny – dominuje rola przyszłości
- konsubstancjalny – równoległa obecność wszystkich czasów
- zamrożony – czas nie posuwa akcji w przód

W powieści, w której nie zachowana jest chronologia zdarzeń występują zjawiska: retrospekcji (przedstawia się wydarzenia wcześniejsze niż zasadniczy czas fabuły) lub antycypowania (wydarzenia późniejsze niż zasadniczy czas fabuły. Nie jest możliwe istnienie utworu prozatorskiego, w którym nie występuje kategoria czasu.